# قوش قية سي (كليبر)
قوش قية سي هي قرية في مقاطعة كليبر، إيران. عدد سكان هذه القرية هو 475 في سنة 2006.